# Baden Powell
Baden Powell (Varre-Sai, 1937. augusztus 6. – Rio de Janeiro, 2000. szeptember 26.) brazíl dzsesszgitáros. Cserkészet iránt rajongó édesapja adta neki ezt a nevet Robert Baden-Powell után. A bossa nova egyik úttörője volt. Több mint 50 bossa nova és szamba darabot komponált, többet Vinicius de Moraes-szel. Közös lemezt is kiadtak, (a 100 legjobb brazíl lemez egyikét).

## Pályafutása
Apja hegedült és gitározott. Powell hétéves korában kezdett gitározni. Tizennégyéves koráig klasszikus gitározást tanult, és diplomát szerzett a Rio de Janeiro-i Konzervatóriumban. Tizenötéves korától már hivatásos zenész volt. Húszévesen kezdett komponálni. Az 1950-es években sikeres kvartettet alapított Antônio Carlos Jobimmal, Luiz Bonfával és João Gilbertoval.
Zenei nevelése szempontjából fontos személy volt az apja, a gitártanára, Jaime Florence, valamint két költő: Vinícius de Moraes és Paulo César Pinheiro. Ők olyan ismert brazil dalok alkotói, amelyek ma már klasszikusnak számítanak.
Baden Powell egyik legjelentősebb zeneszerzői munkája az Afro Sambas volt, amelyet 1966-ban komponált Vinícius de Moraes-szel – akivel 1958-ban találkozott.
Joachim Ernst Berendt német dzsesszzeneszerző és zenei producer Powellel több lemezt rögzített, amelyek Európában is figyelmet kaptak. 1967-ben Berendt elvitte Powellt a Berlin Jazz Days-re. 1970-ben a Baden Powell Quartet európai és japán turnéra ment.
Olyan jelentős zenei értékű felvételei születtek, amelyek az afro-brazil és az európai zenei kultúra fúzióját képviselik. Lemezein egyre inkább a brazil gyökerek kezdtek dominálni. A világ egyik legjobb akusztikus gitárosává vált.
Az 1970-es évek közepén turnéi és éjszakai élet megviselte. Ez, és a hozzátartozó italozás súlyos megbetegéshez vezetett. A nyilvános szereplései, felvételei megritkultak.
1983-ban feleségével, és két fiával Baden-Badenbe költözött, és ott élt csendesen néhány évig. A családi élet nyugalmat és kiegyensúlyozottságot hozott az életébe. Újra fellépett. Öt évnyi visszavonulást követően visszatért Brazíliába, és 1988-ban kiadta a Rio das Valsas című albumot. Zenei produktivitása ismét növekedett. Rendszeresen koncertezett, és jelentős hangfelvételeket publikált. Élete utolsó hónapjáig folyamatosan az új projekteknek szentelte magát. 2000 májusában Baden Powell felvette egyik utolsó albumát, a „Lembrancas”-t (Emlékiratok), a brazil gitár egyik nagy mesterének kései művét.

## Stúdióalbumok
- 1960: Um Violão na Madrugada
- 1961: À Vontade
- 1963: Baden Powell Swings with Jimmy Pratt
- 1964: Le monde musical de Baden Powell
- 1966: Os Afro-sambas
- 1966: Ao Vivo no Teatro Santa Rosa
- 1966: Tristeza on Guitar
- 1966: Tempo Feliz
- 1967: Poema on Guitar
- 1968: O Som de Baden Powell
- 1968: Os Originais do Samba
- 1968: Saudade
- 1969: 27 Horas de Estúdio
- 1969: Le monde musical de Baden Powell Vol. 2
- 1970: Aquarelles du Brasil
- 1971: Os Cantores da Lapinha
- 1971: Estudos
- 1971: Canto on Guitar
- 1971: Baden Powell
- 1971: Lotus
- 1972: Images on Guitar
- 1972: Face au Public
- 1972: Ritmos de Brasil
- 1972: É de Lei
- 1972: L'art de Baden-Powell - Vol. 2
- 1973: Love Me with Guitars
- 1973: Solitude on Guitar
- 1973: L'Ame De
- 1973: Soledades
- 1973: Série Autógrafos de Sucessos
- 1973: Gravado ao Vivo em Paris
- 1973: Série Autógrafos de Sucessos N°2
- 1973: Le genie de Baden Powell
- 1974: Grandezza on Guitar
- 1974: Le coeur de Baden Powell, Vol. 4
- 1975: Mélancolie
- 1975: Samba Triste – Volume 5
- 1975: La grande reunion
- 1975: Apaixonado
- 1975: Baden Powell (3 LP)
- 1975: Portrait (2 LP)
- 1976: Live in Japan
- 1976: Original Baden Powell
- 1976: Samba Tropical
- 1977: Canta Vinicius de Moraes e Paolo César Pinheiro
- 1978: Afro-sambas
- 1978: Tristeza on Guitar
- 1979: Le grand festival (2 LP)
- 1979: O Grande Show Gravado au Vivo
- 1981: Simplesmente
- 1982: Brani rari e inediti
- 1982: Live 1982 (2 LP)
- 1982: The Girl from Ipanema
- 1983: Felicidades
- 1983: Live in Paris / Ao Vivo em Paris
- 1990: Rio das Valsas
- 1991: Afro Sambas
- 1993: Live in Switzerland
- 1995: Bossa Nova Guitarra Jubileu
- 2000: Os Afro-Sambas
- 2000: Baden Powell & Filhos – Ao Vivo
- 2002: Rio das Valsas
- 2002: Samba in Prelúdio – Quand tu t'en vas, con Benjamin Legrand and Philippe Baden Powell
- 2006: Baden Plays Vinicius: Acoustic Guitar Solos
- 2007: Os Afros-Sambas
- 2008: Coleção Folha 50 Anos de Bossa Nova n° 4

## Fordítás
Ez a szócikk részben vagy egészben  a   Baden Powell de Aquino című német Wikipédia-szócikk ezen változatának fordításán alapul.  Az eredeti cikk szerkesztőit annak laptörténete sorolja fel. Ez a jelzés csupán a megfogalmazás eredetét és a szerzői jogokat jelzi, nem szolgál a cikkben szereplő információk forrásmegjelöléseként.